# Luciano da Rocha Neves
Luciano da Rocha Neves (Anápolis, 18 mei 1993) – kortweg Luciano – is een Braziliaans voetballer die bij voorkeur als schaduwspits speelt. Hij tekende in 2014 bij Corinthians.

## Clubcarrière

### Goianiense
Luciano maakte in 2012 zijn opwachting voor het eerste elftal van Goianiense dat uitkomt in de eerste klasse van het Braziliaans voetbal. Zijn officieel debuut maakte hij op 8 maart 2012 in de bekerwedstrijd tegen Gurupi EC. Bij zijn competitiedebuut op 13 oktober 2012 in de wedstrijd tegen SC Internacional wist hij meteen zijn eerste goal van zijn profcarrière te maken. Hij verbleef uiteindelijk van 2012 tot 2013 bij de club, in 5 wedstrijden wist hij één doelpunt te scoren.

### Avaí FC
In 2013 trok hij naar de Braziliaanse tweedeklasser Avaí FC waar hij op meer speelkansen hoopte. Hij debuteerde op 27 juli 2013 voor de club in de competitiewedstrijd tegen Associação Chapecoense de Futebol, Luciano scoorde hier meteen zijn eerste doelpunt. Zijn club verloor deze wedstrijd wel met 3-1. Hij zou dat seizoen uiteindelijk 23 wedstrijden spelen waarin hij 5 keer wist te scoren.

### Corinthians
In februari 2014 werd de schaduwspits getransfereerd naar Corinthians, waar hij een contract ondertekende tot medio 2016. Op 20 april 2014 debuteerde de Braziliaan voor zijn nieuwe club in de uitwedstrijd tegen Atlético Mineiro. Hij mocht in de basiself beginnen en werd na 62 minuten naar de kant gehaald voor Paolo Guerrero. Op 22 augustus 2014 maakte Luciano een zuivere hattrick tegen Goiás EC.

## Statistieken
| Seizoen | Club        | Land     | Competitie | Wedstrijden | Goals |
| ------- | ----------- | -------- | ---------- | ----------- | ----- |
| 2012    | Goianiense  | Brazilië | Série A    | 5           | 1     |
| 2013    | Avaí FC     | Brazilië | Série B    | 23          | 5     |
| 2014    | Corinthians | Brazilië | Série A    | 33          | 6     |
| 2015    | Corinthians | Brazilië | Série A    | 5           | 3     |
| Totaal  |             |          |            | 66          | 15    |

## Internationaal
Luciano werd in 2015 opgeroepen voor de U23 van het Braziliaans voetbalelftal voor een toernooi in Canada. Hij scoorde in 4 wedstrijden 5 goals en werd zo topscoorder van het toernooi. Luciano behaalde uiteindelijk een bronzen medaille met Brazilië.